# إريك كريستيان هايوجارد
إريك كريستيان هايوجارد (بالدنماركية: Erik Chr. Haugaard)‏ (و. 1923 – 2009 م) هو مترجم، وكاتب للأطفال، وكاتب دنماركي، ولد في فريدريكسبرج، توفي عن عمر يناهز 86 عاماً.

## التعليم
تعلم في كلية الجبل الأسود ‏، وذا نيو سكول.

## جوائز
حصل على جوائز منها:
- جائزة جرانجر الفضية  [لغات أخرى]‏ (1974).